# グリューンシュタット
グリューンシュタット (独: Grünstadt)はドイツ連邦共和国 ラインラント＝プファルツ州バート・デュルクハイム郡にある、人口約13000人の市。連合自治体に属してはいないが、グリューンシュタット・ラント連合自治体 (独: Verbandsgemeinde Grünstadt-Land) の行政庁所在地である。

## 姉妹都市
グリューンシュタットは以下の都市と姉妹都市である。
- ヘルムスドルフ (Hermsdorf, Thuringia) （テューリンゲン州 ）
- グリーンビル (Greenville, Ohio) （アメリカ合衆国 ）
- キャリエール＝シュル＝セーヌ（フランス語版）（フランス ）
- ボニータ・スプリングス (Bonita Springs, Florida) （アメリカ合衆国 ）
- ヴェスターブルク (Westerburg) （ラインラント＝プファルツ州 ）
- パイネ (Peine) （ニーダーザクセン州 ）(グリューンシュタット近郊のアッセルハイム(Asselheim)が姉妹提携している)

## 出身者
- ヨハン・コンラート・ゼーカッツ - 画家